# Ioan Marciac
Ioan Marciac (n. 1862, Pecica – d. 3 august 1942, Chișineu-Criș) a fost un deputat în Marea Adunare Națională de la Alba Iulia, organismul legislativ reprezentativ al „tuturor românilor din Transilvania, Banat și Țara Ungurească”, cel care a adoptat hotărârea privind Unirea Transilvaniei cu România, la 1 decembrie 1918.

## Biografie
Ioan Marciac a studiat dreptul la Facultatea de drept din Cluj, după ce în prealabil a finalizat studiile liceale la Blaj și clasele primare la Alba Iulia. Ulterior a fost promovat la rangul de protopop al protoieriei Chișineu-Criș. După pensionare a locuit la Arad.

## Activitatea politică

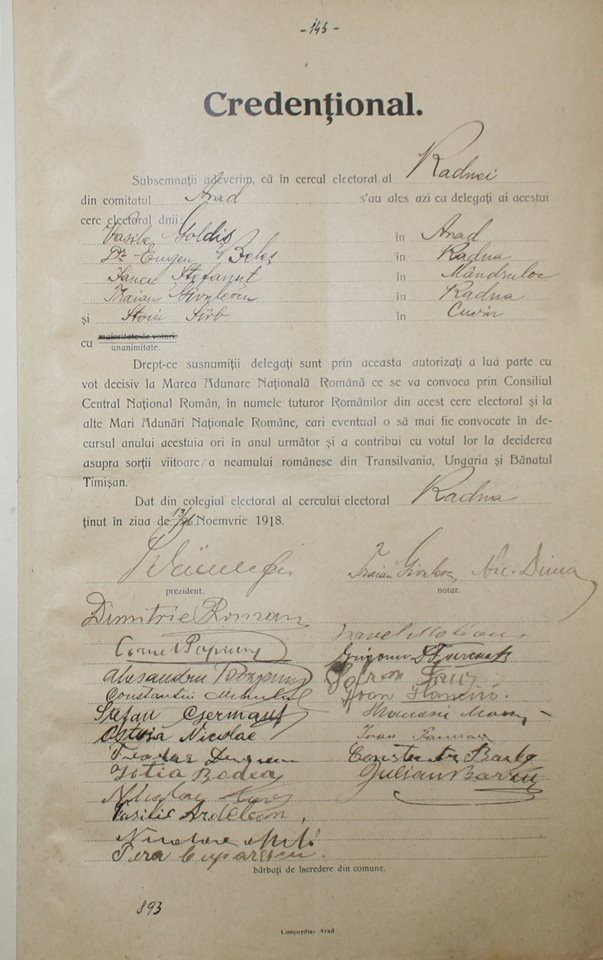
Credențional

Ca deputat în Adunarea Națională din 1 decembrie 1918 a reprezentat, ca delegat ales, cercul electoral Vințu de Jos. După Marea Unire, Ioan Marciac a fost ales senator în Parlamentul României, într-una din legislaturi.